# 135-й окремий батальйон управління (Україна)
135-й окремий батальйон управління (135 ОБУ, в/ч А3204) — підрозділ забезпечення у складі десантно-штурмових військ Збройних сил України. 

## Історія
Згідно спільної директиви Міністерства оборони України та Генерального штабу Збройних Сил України від 29 березня 2015 року № Д-322/1/9 дск почалося переформування 3 окремого польового вузла зв’язку в 135 окремий батальйон управління Високомобільних десантних військ. 
29 травня 2015 року 135 окремий батальйон управління було сформовано. 
Починаючи з липня 2015 року військовослужбовці батальйону брали участь в антитерористичній операції на території Донецької та Луганської областей в складі ротно- та взводно-тактичних груп з охорони об’єктів військового призначення. 
За підсумками 2019 року 135-й окремий батальйон управління став найкращою окремою частиною у складі десантно-штурмових військ Збройних сил України.
До початку повномасштабного російського вторгнення в Україну в батальйоні проходили службу 94 військовослужбовця, які в складі підрозділів військових частин, в яких проходили службу, брали участь в антитерористичній операції на сході України. Деякі військовослужбовці нагородженні відомчими відзнаками за проявлену мужність та героїзм при виконанні військового обов’язку в зоні АТО. За особливі заслуги у захисті державного суверенітету, територіальної цілісності та безпеки України, особисту мужність та героїзм, указом Президента України двоє військовослужбовців нагороджені Орденом «Богдана Хмельницького» III та II ступеня. Також у військовій частині проходили службу 9 військовослужбовців, які брали участь в миротворчих місіях з врегулюванню миру в Косово, Сьєрра-Леоне, Іраку, Ліберії. 

## Структура
У складі батальйону є автомобільна рота та інженерно-саперний взвод.

## Командування
- підполковник Вадим Кінзерський